# 无板纲
无板纲（學名：Aplacophora）是软体动物门的一个纲，曾被认为是多系群，近年再次被确认为单系群。仅有300种左右。是一类身体呈蠕虫状的软体动物。

## 分類
過往當生物分類學純綷以形態學為分類準則之時，無板綱物種曾被以為跟海參同類，這一點可在1987年之前的分類中看見。從1987年起，本分類得到確認為軟體動物之一，因而成為一個獨立的綱。當時本綱由兩個群組成，分別為：
- 溝腹亞綱（Solenogastres）：亦作新月贝目，WoRMS把本分類提至綱級[2][3]。
- 尾腔亞綱（Caudofoveata）：亦作毛皮贝目，同樣地WoRMS亦把本分類提至綱級[4]

這兩個群最初以為只是並系群，但近年的分子數據支持兩個群是單系群的論說。
從分子數據及化石的分析，無板綱很大可能是從多板纲演化，只是後來這些「板」都退化了。